# From the River's Depths
From the River's Depths è un cortometraggio muto del 1915 diretto da Clem Easton con il nome Henry Clement Easton.

## Trama
Cyd, un galeotto evaso, uccide un uomo per impadronirsi dei suoi abiti. Poi, ne getta il corpo nel fiume, facendo affondare con lui anche la sua divisa da carcerato. Guardando tra le carte del morto, scopre che si trattava di un nobile inglese, giunto in America per affari che aveva anche una lettera di presentazione indirizzata a William Hewins, il banchiere della città. Cyd si presenta da questi facendosi passare per il morto. Hewins, che non sospetta nulla, gli consegna senza problemi del denaro e lo invita a casa sua, dove il falso inglese mostra palese interesse per Dorothy, la figlia di Hewins.
Un giorno, a casa del banchiere, l'impostore vede su un giornale inglese la foto dell'uomo del fiume. Si rende conto che prima o poi, la verità verrà a galla e che, forse, anche Hewins può aver visto quella foto. Chiede allora al banchiere di accompagnarlo a visitare una tenuta che, dice, ha intenzione di comperare. Dorothy, che ha seguito le mosse dell'impostore, comincia a sospettare di lui. Si confida con Walter Van Vleck, il suo innamorato. I due trovano il giornale che Cyd stava leggendo e, così, scoprono la verità. Preoccupati per Hewins e per il pericolo che può correre, vanno a cercarlo. Lo trovano mentre sta lottando selvaggiamente con l'impostore in riva al fiume. L'evaso ferisce Hewins e cerca di fuggire. Ma finisce per piombare nel fiume. Dalle sue labbra, allora, escono parole dettate dal terrore: la paura lo ha ormai sopraffatto e l'uomo crede di sentire il morto che lo chiama a lui. Dopo che è scomparso sott'acqua, si comincia a dragare il fiume. Il corpo di Cyd viene recuperato: attorno al suo collo, ha le mani dell'uomo che ha ucciso, ormai ridotto a uno scheletro. E, in una borsa, viene ritrovata la sua divisa da galeotto.

## Produzione
Il film fu prodotto dalla Thanhouser Film Corporation che, dapprima, ne annunciò la lavorazione con il titolo A Call From the Dead, cambiandolo in seguito, al momento della distribuzione, in From the River's Depths.
Fu l'unico film girato per la Thanhouser da Henry Clement Easton che rimase allo studio per un solo mese. Diresse la pellicola nella seconda metà di luglio.

## Distribuzione
Distribuito dalla Mutual, il film - un cortometraggio in una bobina - uscì nelle sale statunitensi il 5 settembre 1915. Nel Regno Unito, prese il titolo To the River's Depths.